# Léon Du Bois
Charles-Louis-Léon Du Bois, dit Léon Du Bois (parfois orthographié Dubois), né le 10 janvier 1859 à Bruxelles et mort le 19 novembre 1935, est un compositeur et organiste belge.

## Biographie
Il a obtenu le 1er prix du Prix de Rome en 1885. En 1889, il est engagé comme chef d'orchestre au théâtre de Nantes. Il est directeur de l'école de musique de Louvain à partir de 1899. À la suite du décès d'Edgar Tinel, il devient en 1912 directeur du Conservatoire royal de musique de Bruxelles.
Il prend sa pension en décembre 1925.

## Œuvres
Il a composé de nombreuses œuvres, :
- Son excellence ma femme (1884) ;
- La revanche de Sganarelle (1886, opéra) ;
- Aspiration, Adagio pour orchestre a cordes (1886) ;
- Le reliquaire d’amour (1887, texte Lucien Solvay) ;
- Le rêve (1894, pour un concours à Charleroi) ;
- Suite pour huit cors (1895) ;
- La destinée (1899, concours à Namur) ;
- Mutualité-Fraternité (1903, exécuté à Liège) ;
- Les extatiques (1903, exécuté à Liège) ;
- La lumière (1911, exécuté à Bruxelles) ;
- Edénie ou l’île vierge (opéra, 1912, exécuté à Anvers) ;
- L’aveugle né (oratorio, 1922) ;
- La divine illusion (1930 concours international à Liège; texte de Lucien Solvay) ;
- Agnus Dei (texte de Victor Kino) ;
- Noël (texte de Sylvie Du Bois) ;
- Oraison (texte de Paul Gérardy) ;
- Soir religieux (texte Émile Van Arenbergh) ;
- Le mort (1894, drame d'après Camille Lemonnier) ;
- Mazeppa (opéra) ;
- Smylis (ballet) ;
- Vers la gloire (ode) ;
- Octuor pour huit cors chromatiques
- Atala (poème symphonique).

## Distinctions
- Grand officier de l'ordre de Léopold II (en décembre 1925).